# 克拉斯尼揚卡河
克拉斯尼揚卡河（烏克蘭語：Краснянка），是烏克蘭的河流，位於該國西南部，屬於南布格河的右支流，發源自斯特羅恩齊西北面，流經文尼察州，河道全長31公里，流域面積415平方公里。